# Anna Katarina
Anna Katarina (Berna, 14 de marzo de 1960) es una actriz suiza.

## Filmografía
- Star Trek: The Next Generation (serie, 1987) ... Valeda Inn
- The Blood of Heroes (1989) ... Big Cimber
- Slaves of New York (1989) ... Mooshka
- The Death of the Incredible Hulk (1990) ... Bella/Voshenko
- Law & Order (serie, 1991) ... Elena Skolnick
- A Weekend with Barbara und Ingrid (1992) ... Barbara
- Batman Returns (1992) ... Poodle Lady
- The Game (1997) ... Elizabeth
- Omega Doom (1997) ... Bartender
- Law & Order: Criminal Intent (serie, 2003) ... Helen Reynolds
- The Pink Panther (2006) ... Agent Corbeille
- Star Trek (2009) ... Vulcan Council Member #2
- Angels & Devils (2009) ... Docent
- Desperate Housewives (2009) ... Ivana
- The Pink Panther 2 (2009) ... Agente Corbeille
- Boardwalk Empire (serie, 2010-2012) ... Madame Isabelle Jeunet